# Callum Turner

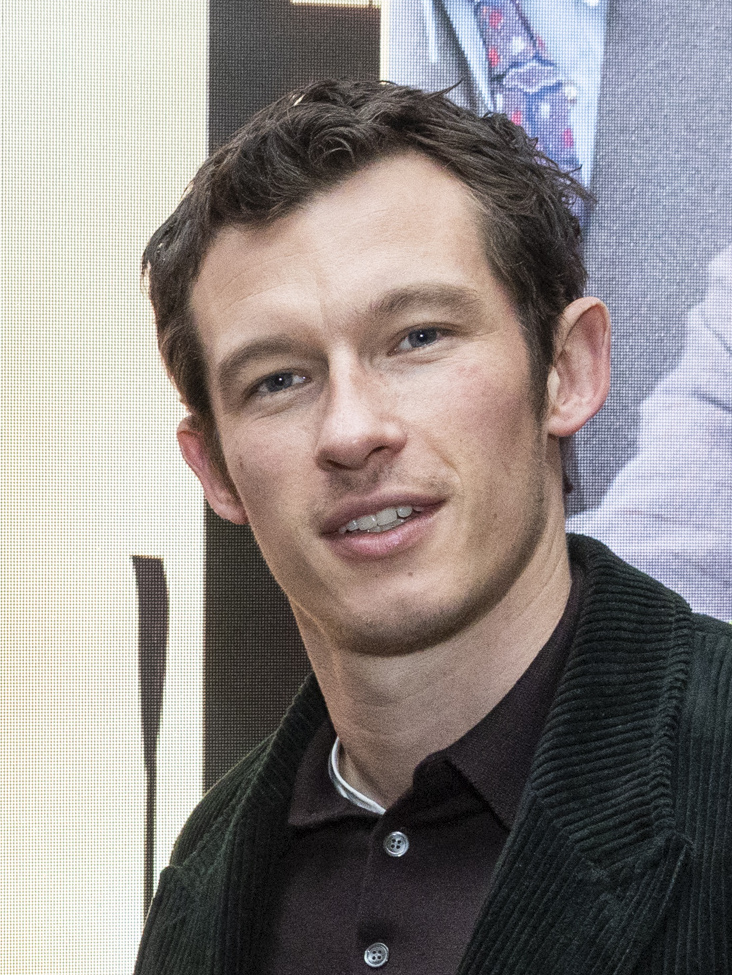
Callum Turner (2023)

Callum Robilliard Turner (* 15. Februar 1990 in London) ist ein britischer Filmschauspieler.

## Leben
Callum Turner wurde 1990 in London geboren und wuchs in Chelsea auf. Seinen zweiten Vornamen Robilliard erhielt er nach dem Dichter David Robilliard, der mit seiner Mutter befreundet war und 1988 an den Folgen von AIDS starb. In einem Interview auf den Filmfestspielen von Cannes 2014 erklärte Turner, dass seine Mutter ihn dazu inspirierte, Schauspieler zu werden.
Seine Karriere begann Turner im Jahr 2010, als Model für Unternehmen wie Next plc und Reebok. 2011 war er in einer von Mario Testino fotografierten Kampagne zu sehen. Seine erste Filmrolle erhielt er in Zero von David Barrouk aus dem gleichen Jahr. Es folgte ein Engagement in dem Kurzfilm Human Beings von Jonathan Entwistle. 2012 wurde er zusammen mit der Schauspielerin Helen McCrory für die Serie Leaving gecastet. Im selben Jahr war er in dem Drama The Town an der Seite von Andrew Scott und Martin Clunes zu sehen. 2016 folgte ein Engagement für eine Fernsehadaption von Krieg und Frieden. Im Film Phantastische Tierwesen: Grindelwalds Verbrechen erhielt er die Rolle von Theseus Scamander.
2018 veröffentlichte Turner mit Shift the Plane den zweiten von ihm gedrehten Kurzfilm.
Seit 2024 ist Turner mit der britischen Sängerin Dua Lipa verlobt.

## Filmografie (Auswahl)
- 2010: Think of England (Kurzfilm)
- 2011: Zero (Kurzfilm)
- 2012: Human Beings (Kurzfilm)
- 2012: Halb so alt wie sie (Leaving, Fernsehserie, 3 Folgen)
- 2012: The Town (Fernsehserie, 2 Folgen)
- 2013: Die Borgias (The Borgias, Fernsehserie, eine Folge)
- 2013: Ripper Street (Fernsehserie, eine Folge)
- 2013: Alleycats (Kurzfilm)
- 2014: Glue (Fernsehserie, 8 Folgen)
- 2014: Queen and Country
- 2015: Green Room
- 2015: Victor Frankenstein – Genie und Wahnsinn (Victor Frankenstein)
- 2016: Krieg und Frieden (War and Peace, Fernsehserie, 6 Folgen)
- 2016: Assassin’s Creed
- 2016: Tramps
- 2017: Writer’s Room
- 2017: Mobile Homes
- 2017: The Only Living Boy in New York
- 2018: Phantastische Tierwesen: Grindelwalds Verbrechen (Fantastic Beasts: The Crimes of Grindelwald)
- 2020: Emma
- 2020: Der göttliche Andere
- 2021: Eine Handvoll Worte (The Last Letter from Your Lover)
- 2022: Phantastische Tierwesen: Dumbledores Geheimnisse (Fantastic Beasts: The Secrets of Dumbledore)
- 2023: The Boys in the Boat
- 2024: Masters of the Air (Miniserie)
- 2025: Atropia

## Auszeichnungen
British Academy Television Award
- 2020: Nominierung als Bester Hauptdarsteller (The Capture)[6]